# Palestinská území
Palestinská území je označení částí historického území Palestiny, která nejsou součástí Izraele, jejich obyvateli jsou primárně Palestinci a jsou územím většinově uznávaného státu Palestina. Tvoří je dvě geograficky oddělená území: Západní břeh Jordánu (včetně východního Jeruzaléma) a Pásmo Gazy.
Jedná se o území, která ovládlo Jordánsko a Egypt v první arabsko-izraelské válce (1948–1949). V roce 1967 je v šestidenní válce získal pod svou moc Izrael, jsou proto též označována jako okupované palestinské území. To je termín používaný dříve OSN, definovaný Mezinárodním soudním dvorem v roce 2004  a užívaný i Evropskou unii, která příležitostně používá i termín území Palestinské autonomie. Palestinská autonomie je oficiálním představitelem Palestinců, reálně se však na moci podílí další palestinské organizace. OSN od přijetí Palestiny mezi nečlenské pozorovatelské státy v roce 2012 užívá název Stát Palestina.

## Historie
Pásmo Gazy bylo od první arabsko-izraelské války v roce 1948 až do šestidenní války v roce 1967 okupováno Egyptem a Západní břeh Jordánskem. Izrael obsadil Západní břeh Jordánu a Pásmo Gazy v roce 1967 a od té doby si je udržuje pod kontrolou. V roce 1980 Izrael oficiálně začlenil východní Jeruzalém do Jeruzaléma a celé město prohlásil za své hlavní město. Toto začlenění, ačkoli se nikdy formálně nejednalo o legální anexi, bylo mezinárodně odsouzeno a Radou bezpečnosti OSN prohlášeno za „neplatné“. Palestinská autonomie, OSN, mezinárodní právní a humanitární orgány a mezinárodní společenství považují východní Jeruzalém za součást Západního břehu Jordánu, a tudíž za součást palestinských území. Palestinská autonomie nad touto oblastí nikdy neuplatňovala suverenitu, ačkoli zde sídlí některé její kanceláře. Mezinárodní společenství izraelskou svrchovanost nad východním Jeruzalémem neuznalo s odůvodněním, že jednostranná anexe území okupovaného během války je v rozporu se čtvrtou Ženevskou úmluvou.
V roce 1988, kdy Organizace pro osvobození Palestiny (OOP) hodlala vyhlásit palestinský stát, se Jordánsko vzdalo všech územních nároků na Západní břeh Jordánu, včetně východního Jeruzaléma. V roce 1993, na základě dohod z Osla, přešly části území politicky pod jurisdikci Palestinské autonomie (oblasti A a B). Izrael stále vykonával plnou vojenskou kontrolu a civilní kontrolu nad 61 % Západního břehu Jordánu (oblast C). Dohody z Osla zavedly přístup k moři pro Pásmo Gazy do vzdálenosti 20 námořních mil (37 km) od pobřeží. V souvislosti s gazsko-izraelským konfliktem byla tato hranice Berlínským závazkem z roku 2002 snížena na 12 námořních mil (22 km). V říjnu 2006 Izrael zavedl omezení na 6 námořních mil (11 km) a v závěru války v Gaze v letech 2008–2009 omezil přístup na 3 námořní míle (5 km), za nimiž existuje zakázaná zóna. V důsledku toho byl v roce 2012 více než 3 000 palestinským rybářům odepřen přístup do 85 % námořních oblastí dohodnutých v roce 1995. Většina území Mrtvého moře je pro Palestince zakázána a Palestincům je odepřen přístup k jeho pobřeží.
Izrael se z Pásma Gazy stáhl v roce 2005. Převzetí Pásma Gazy Hamásem v roce 2007 politicky rozdělilo palestinská území. Abbásův Fatah z velké části ovládal Západní břeh Jordánu a byl mezinárodně uznán jako oficiální Palestinská autonomie. V roce 2009 považovala OSN Západní břeh Jordánu a Pásmo Gazy za stále okupované Izraelem.
Dne 29. listopadu 2012 rezoluce Valného shromáždění OSN č. 67/19 znovu potvrdila „právo palestinského lidu na sebeurčení a nezávislost ve svém Státě Palestina na palestinském území okupovaném od roku 1967“ a rozhodla „udělit Státu Palestina status nečlenského pozorovatelského státu v OSN“. Následující měsíc bylo v právním memorandu OSN uznáno, že Palestina dává přednost názvu „Stát Palestina“ s Mahmúdem Abbásem v čele. Bylo konstatováno, že neexistuje žádná právní překážka pro používání termínu „Palestina“ pro označení zeměpisné oblasti palestinského území. Bylo rovněž vysvětleno, že neexistuje žádná překážka, která by bránila dalšímu používání termínu „okupované palestinské území včetně východního Jeruzaléma“ nebo jiné terminologie, kterou by mohlo běžně používat Valné shromáždění OSN. ISO přijala změnu názvu v roce 2013. Rada bezpečnosti OSN nadále považuje Palestinu za „nesuverénní entitu“, což brání jejímu přijetí do Valného shromáždění OSN jako plnoprávného členského státu.
Mezinárodní soudní dvůr ve svém poradním stanovisku z července 2024 uvedl, že izraelská přítomnost na okupovaných palestinských územích je nezákonná a musí skončit co nejdříve, Izrael musí ukončit veškeré nové osidlování okupovaného území a současné osadníky evakuovat a zaplatit reparace za způsobené škody. Zároveň situaci na Západním břehu přirovnal k apartheidu. Na základě tohoto stanoviska Valné shromáždění OSN schválilo v září 2024 rezoluci, ve které Izraeli nařizuje ukončit okupaci do jednoho roku.
Izraelské vlády trvají na tom, že dotčená oblast je předmětem územního sporu. Rozsah území je sice předmětem budoucích jednání, ale Palestinská autonomie jej často nově označuje jako Zelenou linii. Od vyhlášení palestinské nezávislosti v roce 1988 uznalo Stát Palestina 147 členských států OSN. Izrael a většina západních zemí včetně Spojených států jej neuznala.

## Název
Organizace spojených národů, Evropská unie, Mezinárodní výbor Červeného kříže a vláda Spojeného království již mnoho let používají termíny „okupované palestinské území“ nebo „okupovaná palestinská území“.
Ministerstvo zahraničních věcí Izraele a Dore Gold se ohradili proti používání termínu „okupovaná palestinská území“. Výraz „okupovaná Palestina“ byl Palestinci používán ve významu Izrael, ačkoli profesorka Julie Peteet rovněž tvrdí, že s příchodem mírového procesu a uznáním Izraele Organizací pro osvobození Palestiny se toto používání snížilo. Paralelou jsou snahy Davida Ben Guriona a Menachema Begina o nastolení židovské svrchovanosti nad celým Velkým Izraelem ve prospěch židovského národa.